# Svaletjärnet (Glava socken, Värmland)
Svaletjärnet är en sjö i Arvika kommun i Värmland och ingår i Göta älvs huvudavrinningsområde.